# Dassault Falcon 10
Dassault Falcon 10 — французский реактивный административный самолёт компании Dassault Aviation.

## История
Несмотря на последовательность нумерации, на самом деле самолёт был разработан после Falcon 20, и хотя его иногда считают уменьшенной версией этого самолёта, он был полностью переработан с внесением таких доработок как некруглый в сечении фюзеляж, новое крыло с щелевыми закрылками, отдельной дверью для пассажиров и множество иных упрощённых схем по сравнению с предшественником. Название Mystère используется для французского рынка, название Falcon — для зарубежного.
Опытный образец самолёта с турбореактивными двигателями General Electric CJ610 совершил свой первый полёт 1 декабря 1970 года.
Производство началось в 1971 году и прекратилось в 1989 году, но он остаётся популярным бизнес-джетом на рынке подержанных самолётов. К 2018 году стоимость самолёта произведённого с начала 70-х годов колебалась от 300 000 до 600 000 долларов США

## Варианты
- Falcon 10 — базовый вариант, представительский самолёт.
- Falcon 10MER — семь самолётов используются ВМС Франции в качестве учебно-тренировочных самолётов, транспортных средств для командования, а также самолётов связи. MER (Marine Entraînement Radar) расшифровывается как «Обучение радиолокации флота».
- Falcon 100 — созданный для замены Falcon 10, Falcon сотой серии имел увеличенную взлётную массу, более вместительное багажное отделение и оцифрованную панель управления полётом.

## Операторы

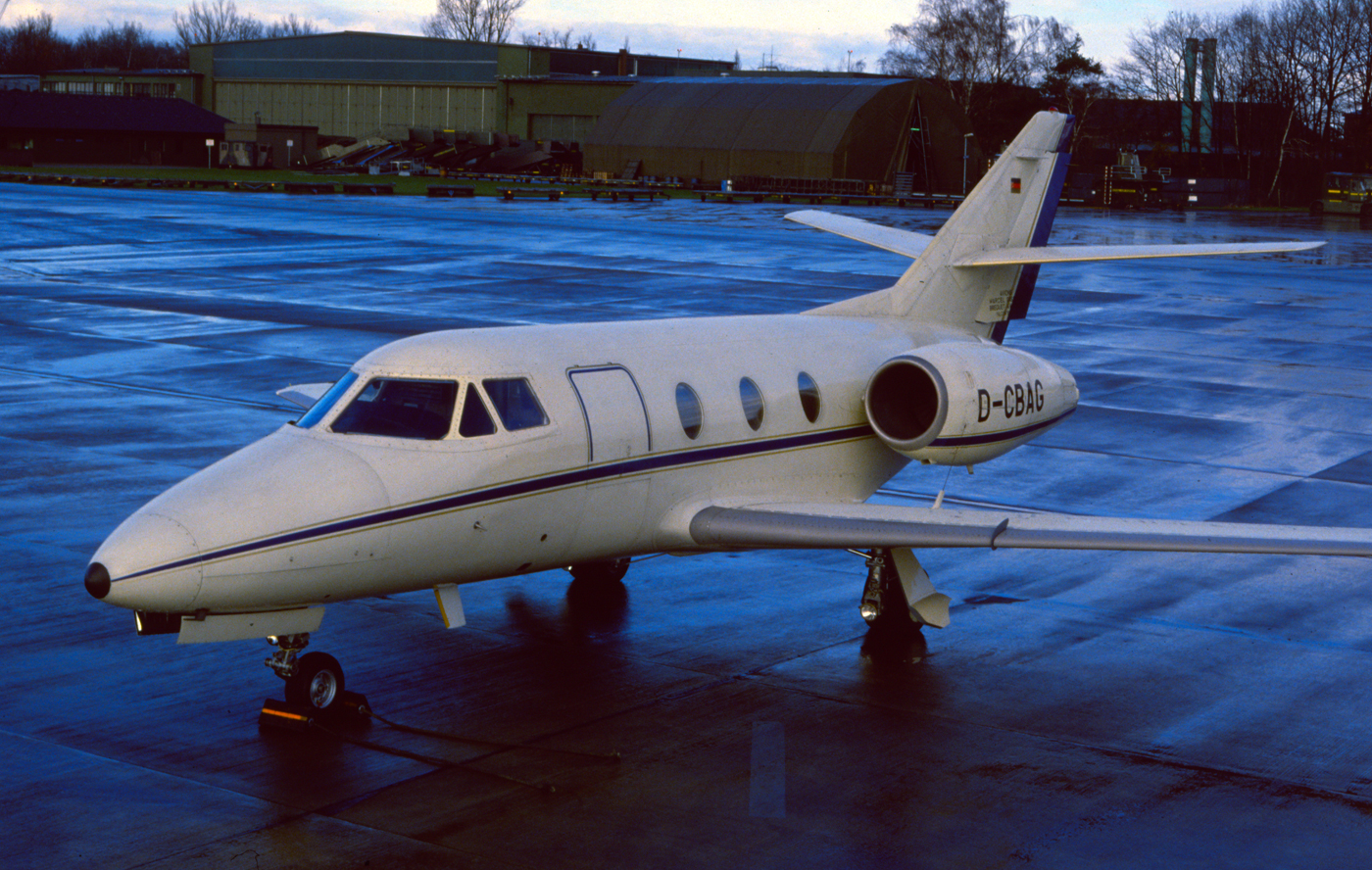
Falcon 10 в августе 1987 года

### Гражданские операторы
Канада
- Авиакомпания Air Nunavut — 7 самолётов, наравне с тремя самолётами Falcon 20.

Хорватия
- Правительство Хорватии — бывший оператор.

### Военные операторы
Франция
- ВМС Франции — 7 единиц, используемых для обучения и связи, числятся в эскадрильи 57S.

Марокко
- ВВС Марокко — несколько единиц.

## Технические характеристики
- Крейсерская скорость: 830 км/час (912 км/ч для версии Falcon 100)
- Максимальная дальность: 3560 км
- Размах крыла: 13,08 м
- Длина: 13,86 м
- Высота: 4,61 м
- Габариты кабины:
- Длина салона: 3,87 м
- Ширина салона: 1,46 м
- Высота салона: 1,49 м
- Объём багажника: 1,2 м³
- Количество пассажиров: до 8
- Максимальная взлётная масса: 8500 кг
- Двигатель: 2 турбовентиляторных Garrett TFE731 (Гаррет TFE731), 14,4 кН тяги каждый
- Запас топлива: 3340 л

## Происшествия
Плио данным Aviation Safety Network, за время эксплуатации было потеряно 25 самолётов Dassault Falcon 10. При этом погибло 27 человек.
| Дата       | Бортовой номер | Место катастрофы | Жертвы | Краткое описание |
| ---------- | -------------- | ---------------- | ------ | --- |
| 31.10.1972 | F-WFAL         | Роморантен       | 2/2    | Первый прототип. Развалился в воздухе во время испытаний на высокой скорости.                                            |
| 03.04.1977 | N60MB          | близ Денвера     | 4/5    | Разбился из-за проблем с гидравлической системой.                                                                        |
| 30.01.1980 | N253K          | Чикаго           | 2/6    | Разбился при взлёте из-за ошибки экипажа, который забыл отпустить стояночный тормоз.                                     |
| 30.01.1980 | 39             | Туль-Розьер      | н.д.   | Военный борт. Подробностей нет.                                                                                          |
| 23.09.1985 | N700DK         | Чикаго           | 0/2    | Выкатился за пределы ВПП.                                                                                                |
| 15.01.1986 | F-GBTC         | Шалон—Ватри      | 2/2    | Разбился при посадке. |
| 27.02.1986 | N821LG         | Котсвилл         | 0/6    | Проблемы с электроэнергией. Выкатился за пределы ВПП.                                                                    |
| 02.10.1986 | 3D-ART         | Магоебасклуф     | 4/4    | Врезался в гору в облаках.                                                                                               |
| 15.10.1987 | N121FJ         | близ Сакраменто  | 3/3    | Разбился при попытке выполнить фигуру высшего пилотажа на малой высоте.                                                  |
| 17.02.1989 | PT-ASJ         | Рио-де-Жанейро   | 0/2    | Выкатился за пределы ВПП в воду.                                                                                         |
| 26.03.1992 | F-GJHK         | Брест            | н.д.   | Подробностей нет. |
| 17.02.1993 | N85JM          | Орийак           | 0/9    | Разбился при посадке. |
| 26.08.1993 | F-BYCV         | Кетчум           | 0/2    | Выкатился за пределы ВПП.                                                                                                |
| 29.09.1993 | F-GJGB         | Безансон         | 2/3    | Прерванный взлёт из-за ошибки экипажа, который забыл отпустить стояночный тормоз. После выката за пределы ВПП загорелся. |
| 21.11.1994 | TC-ATI         | Париж            | 0/3    | Жёсткая посадка в плохую погоду.                                                                                         |
| 24.01.1996 | N191MC         | Детройт          | 0/8    | Совершил жёсткую посадку из-за проблем с шасси.                                                                          |
| 08.08.1996 | D-CBUR         | Оффенбург        | 4/4    | Врезался в холм в облаках.                                                                                               |
| 27.09.1996 | F-GJMA         | Мадрид           | 0/4    | Столкнулся на дорожке с Boeing-727.                                                                                      |
| 30.06.1997 | N10YJ          | Уайт-Плейнс      | 0/4    | Совершил жёсткую посадку из-за проблем с шасси.                                                                          |
| 14.08.2001 | C-GNVT         | Кууджуак         | 0/10   | Жёсткая посадка. |
| 09.12.2001 | N202DN         | Лоуренс          | 0/2    | Жёсткая посадка. |
| 12.02.2011 | VP-BAF         | Санкт-Мориц      | 2/3    | Выкатился за пределы ВПП и разрушился.                                                                                   |
| 23.05.2011 | N303FZ         | Джефферсонвилл   | 0/3    | Выкатился за пределы ВПП.                                                                                                |
| 17.06.2011 | C-GRIS         | Торонто          | 0/2    | Выкатился за пределы ВПП.                                                                                                |
| 20.01.2024 | RA-09011       | Бадахшан         | 2/6    | Совершал чартерный санитарный рейс. Расследование продолжается.                                                          |